# 내도항 (제주시)
내도항은 제주특별자치도 제주시 내도동에 위치한 어항이다. 2006년 3월 13일 어촌정주어항으로 지정되었다. 관리청은 제주시, 시설관리자는 제주시장이다.

## 어항 연혁
제주시 중심지에서 서쪽으로 7~9 km 사이에 해안지대에 자리잡고 있는 농ㆍ어촌마을로 도근천과 외도천이 마을사이를 흐르고 있으며 제주시 가장 서쪽에 있는 외곽마을이지만 교통이 편리한 지역이며 토지구획정리사업지구로써 도심에서 인구유입 및 상가형성이 예상되는 마을로써, 이형상 목사의 「탐라순력도」(1702) 「한라장촉」에 지금 외도지경에 "수정(水淨)마을, (坪代)마을"이 나타나고, 도근내개(都近川浦)동서쪽에 마을이 형성된 것으로 나타난다.

## 어항 구역
- 수역: 12,275m2[1]

## 어항 시설
현재까지 방파제 161m, 물양장 50m가 축조되어 있다.